# Benjamin Wingerter
Benjamin Wingerter (* 25. März 1983 in Gelsenkirchen) ist ein ehemaliger deutscher Fußballspieler.

## Karriere
Wingerter begann seine Karriere beim FC Schalke 04 in seiner Heimatstadt Gelsenkirchen. Bis 2001 spielte er für die Jugendmannschaften und von 2001 bis 2004 für die zweite Mannschaft. Zur Saison 2004/05 wechselte er zum 1. FC Union Berlin. Nach dem Abstieg Union Berlins aus der Regionalliga Nord wechselte er zum VfR Aalen. Dort absolvierte er am 16. August 2008 seinen ersten Profieinsatz, als er beim Spiel gegen den FC Erzgebirge Aue eingewechselt wurde. Er absolvierte nach diesem Spiel noch ein Spiel gegen Rot-Weiß Erfurt am 23. August 2008, ehe er sich einen Kreuzbandriss zuzog. Nachdem er diesen überstanden hatte, zog er sich eine Meniskusverletzung zu. Nach langer Verletzungspause gab er schließlich am 9. Mai 2009 gegen den SC Paderborn 07 sein Comeback. Am Ende der Saison stieg der VfR aber trotzdem in die nun viertklassige Regionalliga Süd ab. Damit wurde jedoch auch sein Vertrag unwirksam und Wingerter schloss sich daraufhin den Sportfreunden Lotte an. Mit dem Sportfreunden holte er 2009 und 2011 die Vizemeisterschaft der Regionalliga West. In der Saison 2012/13 wurde Wingerter mit Lotte Meister, scheiterte jedoch in den Aufstiegsspielen zur 3. Liga an RB Leipzig. Daraufhin wechselte er im Sommer 2013 zum Regionalliga-Konkurrenten Rot-Weiss Essen. Im Januar 2015 löste er seinen Vertrag an der Hafenstraße und spielte bis Saisonende beim Stadtrivalen FC Kray. Im Sommer 2015 kehrte Wingerter in seine Heimatstadt Gelsenkirchen zurück und schloss sich dem Westfalenligisten SV Horst-Emscher 08 an.
Wingerter nahm mit Deutschland an der U-19-Europameisterschaft 2002 und an der U-20-Weltmeisterschaft 2003 teil.